# Hacienda Foral
La Hacienda Foral (Foru Ogasuna) o Haciendas Forales (Foru Ogasunak) son las cuatro Haciendas Forales de Vizcaya, Guipúzcoa, Álava y Navarra.
Están bajo el Departamento de Hacienda y Finanzas que controla el Diputado Foral de Hacienda y Finanzas de las Diputaciones Forales de Vizcaya, Guipúzcoa y Álava y el Gobierno Foral de Navarra.

## Organización
El País Vasco y Navarra tienen competencias tributarias debido al Concierto Económico del País Vasco y el Convenio Económico de Navarra.
En estos dos convenios se dan las competencias tributarias a estos territorios y las Haciendas Forales son las encargadas de la recaudación Tributaria.

## Hacienda Foral de Vizcaya
La Hacienda Foral de Vizcaya está bajo la Diputación Foral de Vizcaya.

## Hacienda Foral de Guipúzcoa
La Hacienda Foral de Guipúzcoa está bajo la Diputación Foral de Guipúzcoa.

## Hacienda Foral de Álava
La Hacienda Foral de Álava está bajo la Diputación Foral de Álava.

## Hacienda Foral de Navarra
La Hacienda Foral de Navarra está bajo el Gobierno Foral de Navarra.